# (37054) 2000 UD40
2000 UD40 (asteroide 37054) é um asteroide da cintura principal. Possui uma excentricidade de 0.09949660 e uma inclinação de 2.09071º.
Este asteroide foi descoberto no dia 24 de outubro de 2000 por LINEAR em Socorro.